# Zena (chanteuse)
Pour les articles homonymes, voir Zena.
Zinaïda « Zina » Alexandrovna Kouprianovitch (en russe : Зинаида «Зина» Александровна Куприянович ; en biélorusse : Зінаіда «Зіна» Аляксандраўна Купрыяновіч, Zinaïda « Zina » Aliaxandrawna Koupryanovitch), dite Zena (Зена en biélorusse et en russe), née le 17 septembre 2002 à Minsk en Biélorussie, est une chanteuse, actrice et animatrice de télévision biélorusse. Elle représente la Biélorussie au Concours Eurovision de la chanson 2019, à Tel Aviv en Israël, avec sa chanson Like It.

## Carrière
La carrière de Zena démarre en 2013, lorsqu'elle participe au concours New Wave junior. Elle participe ensuite, en 2014, à l'édition junior du Slavianski bazar de Vitebsk.
Elle participe à la sélection nationale biélorusse pour le Concours Eurovision de la chanson junior, en 2015 avec la chanson Mir et en 2016 avec la chanson Kosmos. Elle ne gagnera pas, terminant respectivement quatrième et troisième des deux éditions,. En 2017, elle participe à la dixième saison de la Fabrika Zvezd, la version russe de Star Academy, et finira troisième.

Elle commence par la suite une carrière à la télévision : elle présente le Concours Eurovision de la chanson junior 2018 à Minsk, aux côtés d'Evgueni Perline et de l'ancienne candidate au Concours Helena Meraai. Elle réalise par la suite le doublage en russe de Vaiana dans le film homonyme, et participe également à celui de Ralph 2.0.
Elle représente la Biélorussie au Concours Eurovision de la chanson 2019, avec la chanson Like It,,.

## Discographie
- 2015 : Mir
- 2016 : Kosmos
- 2017 : Tyk tyk
- 2019 : Like It

## Filmographie
- 2016 : Vaiana : La Légende du bout du monde : Vaiana (doublage russe)
- 2018 : Ralph 2.0 : Vaiana (doublage russe)